# 肖恩·佩顿
帕特里克·肖恩·佩顿（英語：Patrick Sean Payton，1963年12月29日—）是一名美式足球已退役運動員和教練，現任NFL丹佛野馬的主教练。
2010年2月8日，肖恩·佩顿帶領新奥尔良圣徒获得該球队历史上首个超级碗冠军。
2012年3月22日，由於新奥尔良圣徒在2010賽季違規对实施恶意犯规并造成对方主力球员受伤的本队球员进行奖励，NFL宣布对肖恩·佩顿停薪禁赛一赛季。
2012年12月，新奥尔良圣徒與肖恩·佩顿續約，這份續約合同使他成为NFL历史上薪水最高的教练。